# 华盛顿生日
华盛顿誕辰紀念日（英語：Washington's Birthday），也稱為总统日（英語：Presidents' Day），是美国的法定假日，為紀念美國首任總統乔治·华盛顿的生日（1732年2月22日），每年二月的第三个星期一为“总统日”，通常發生時間為2月15日至21日（含）。由於另一位偉大的美國總統亞伯拉罕·林肯也是2月生日（1809年2月12日），因此節日通常紀念多位對美國有重大貢獻的總統。